# Pangbulle
Pangbulle var ett TV-program i TV4 som gick i tre avsnitt mellan jul och nyår 2001-2002.
Fredrik Lindström ledde programmet tillsammans med Peter Apelgren som bisittare. I diverse sketcher medverkade skådespelarna Robert Gustafsson, Sissela Kyle, Kjell Bergqvist, Alexandra Rapaport och Felix Herngren.
Programmet utger sig för att sändas direkt, genom att läsa upp diverse absurda meddelanden från tittare och ha ett mycket hektiskt tempo genom programmet. Detta är dock inte fallet, då alla 3 avsnitt är inspelade i förväg.
Sketcher varvas med "tävlingar" i programmet, såsom "Vem har fulast körkortsbild?" och "Män i sås". Priserna varierar mellan allt från "Medverkan i sketch" till "Tjära och fjädrar".